# Ulice temných krámků
Ulice temných krámků (Rue des Boutiques Obscures) je román francouzského spisovatele Patricka Modiana, který byl vyznamenán v roce 1978 Goncourtovou cenou. Zabývá se hledáním identity lidského jedince a klade otázku, zda vůbec a jaká stopa po člověku ve světe vlastně zůstane…? Nebo život člověka neodvratně podlehne zapomnění?
Hlavní hrdina Guy Roland, bývalý detektiv, trpí ztrátou paměti a snaží se zrekonstruovat svoji minulost. Pátrání po své identitě dokumentuje doslovně citací dokladů, popisem fotografií a dialogů s lidmi, s kterými se setká. Při svém pátrání po střípcích odkrývá epizody ze svého života, ale zároveň i osudy jiných lidí na pozadí nacistické okupace Francie. Osudy, které končí často tragicky. Při precizním detektivním pátrání hlavního hrdiny se zároveň ale objevuje mnoho nesrovnalostí v detailech, ty ho vedou opět k nejistotě, zda již jednou vybavené vzpomínky a ověřená fakta jsou opravdu pravdivé.